# Amos Alonzo Stagg
Amos Alonzo Stagg (West Orange, Nueva Jersey; 16 de agosto de 1862-Stockton, California; 17 de marzo de 1965) fue un entrenador universitario estadounidense en múltiples deportes, principalmente de fútbol americano, siendo un pionero atlético. Nació en West Orange, Nueva Jersey, y asistió a la Phillips Exeter Academy. Jugando en Yale, fue un estudiante destacado, miembro de la sociedad secreta de Yale conocida como Skull & Bones, y fue parte del primer equipo All-America, seleccionado en 1889. 

## Logros
Fue elegido al Salón de la Fama del Fútbol Americano Universitario por sus aportacones tanto como jugador como entrenador en 1951 y fue el único en lograrlo hasta la década de 1990. Siendo influyente en otros deportes, desarrolló el baloncesto como un deporte de cinco jugadores siendo seleccionado al Salón de la Fama del Baloncesto en 1959. Fue lanzador en el equipo universitario de béisbol en Yale, rechazó la oportunidad de jugar béisbol profesional. Sin embargo, logró impactar a este deporte por medio de su invención de la jaula de bateo.
El 11 de marzo de 1892, Stagg, que era instructor en el Springfield College de la YMCA de Massachusetts, jugó en el primer partido público de baloncesto en el YMCA de Springfield. 200 espectadores vieron perder al equipo de los profesores contra el de los estudiantes por un marcador de 5-1. Stagg logró el único punto de su equipo.

## Carrera como entrenador
Stagg se convirtió en el primer entrenador pagado en la escuela Williston Northampton School en 1890. Este también fue el primer salario de Stagg por entrenar a un equipo de fútbol americano. En esa escuela solo trabajaba un día a la semana, mientras trabajaba toda la semana como entrenador en el Springfield College. Llegó al puesto de entrenador en la Universidad de Chicago (1892-1932), después de ser obligado a retirarse de Chicago a la edad de 70 años llegó a entrenar en la University of the Pacific (1932-46). Durante su carrera, desarrolló numerosas tácticas básicas para el juego (incluyendo al «hombre en movimiento» [man in motion] y el pase lateral [lateral pass]), así como parte del equipamiento básico. Stagg se interpretó a sí mismo en la película Knute Rockne, All American de 1940. Desde 1947 hasta 1952 fue co-entrenador en jefe al lado de su hijo en la Susquehanna University en Pensilvania. En los Juegos Olímpicos de 1924, fue entrenador del equipo de atletismo de Estados Unidos. conocido como el «gran viejo» del fútbol americano universitario, Stagg murió en Stockton, California, a los 102 años de edad.

## Legado
En 1952, Barbara Stagg, la nieta de Amos, comenzó a entrenar al equipo femenino de baloncesto de la Slatington High School in Slatington, Pensilvania. Dos escuelas de nivel de high school en Estados Unidos - una en Palos Hills, Illinois, y la otra en Stockton, California - y una escuela elemental en Chicago, Illinois, llevan su nombre. El bowl que decide el campeonato nacional de fútbol americano de la División III de la National Collegiate Athletic Association, jugado en Salem, Virginia, también lleva su nombre. El estadio de atletismo en el Springfield College fue nombrado como el Stagg Field. El campo de juego de la Susquehanna University fue llamado Amos Alonzo Stagg Field en honor de ambos, de Stagg y su hijo. Y el viejo estadio de la Universidad de Chicago también llamado Stagg Field fue el lugar donde el día 2 de diciembre de 1942, un equipo de científicos del Proyecto Manhattan liderados por Enrico Fermi crearon la primera reacción nuclear en cadena controlada y autosostenida debajo de las tribubas del lado oeste del estadio, en ese entonces abandonado. El Stagg Memorial Stadium, el estadio de fútbol americano y de soccer de la University of the Pacific fue nombrado en honor de Stagg. La Phillips Exeter Academy también tiene un campo de juego con su nombre, junto con una estatua. Otro campo de juego en West Orange, Nueva Jersey en la Saint Cloud Avenue también lleva su nombre.
La Colección Amos Alonzo Stagg está en exhibición en la Biblioteca de la University of the Pacific, en el Departamento de Colecciones Especiales Holt Atherton.

## Innovaciones en el fútbol americano
- Colocar el nombre de los jugadores en la parte posterior de los uniformes.
- El pase lateral.
- El «hombre en movimiento».
- Los «muñecos» de tackleo usados en las prácticas.
- Los cascos de fútbol americano
- La Jugada Statue of Liberty

## Resultados como entrenador
| Temporada                                                         | Equipo              | Marca total | Marca dentro de la Conferencia | Posición final en la Conferencia | Bowl |
| ----------------------------------------------------------------- | ------------------- | ----------- | ------------------------------ | -------------------------------- | ---- |
| Springfield College (Independiente) (1890–1891)                   |                     |             |                                |                                  |      |
| 1890                                                              | Springfield College | 5-1-1       |                                |                                  |      |
| 1891                                                              | Springfield College | 5-8-1       |                                |                                  |      |
| Total en California                                               | Total en California | 10-11-1     |                                |                                  |      |
| Chicago Maroons (Independiente) (1892–1895)                       |                     |             |                                |                                  |      |
| 1892                                                              | Chicago             | 1-4-2       |                                |                                  |      |
| 1893                                                              | Chicago             | 6-4-2       |                                |                                  |      |
| 1894                                                              | Chicago             | 11-7-1      |                                |                                  |      |
| 1895                                                              | Chicago             | 7-3-0       |                                |                                  |      |
| Chicago Maroons (Big Ten) (1896–1932)                             |                     |             |                                |                                  |      |
| 1896                                                              | Chicago             | 11-2-1      | 3-2-0                          | 4º                               |      |
| 1897                                                              | Chicago             | 8-1-0       | 3-1-0                          | 2º                               |      |
| 1898                                                              | Chicago             | 7-3-0       | 3-1-0                          | 2º                               |      |
| 1899                                                              | Chicago             | 12-0-2      | 4-0-0                          | 1º                               |      |
| Campeonato Nacional Título de Conferencia División de Conferencia |                     |             |                                |                                  |      |